# 五十嵐俊幸
五十嵐 俊幸（いがらし としゆき、1984年1月17日 - ）は、日本の元プロボクサー。秋田県由利本荘市出身。帝拳ボクシングジム所属。元WBC世界フライ級王者。

## 来歴

### アマチュア
秋田県立西目高等学校でボクシングを始める。2000年2年時とやま国体少年ライトフライ級3位になり、由利本荘市栄光賞を授与され、2001年3年時にインターハイライトフライ級・新世紀・みやぎ国体少年ライトフライ級の2冠を達成。これにより由利本荘市体育協会特別栄光賞を授与される。
高校時代は西目高監督の佐々木学の指導を受けた。また、大場政夫が新人だった頃に帝拳ジムでトレーナーを務めた由利本荘市出身の尾形荘二と知り合い、支援を受けた。
高校卒業後、東京農業大学造園科学科に進学し、2003・2004年全日本選手権ライトフライ級を連覇。アテネオリンピックにも唯一の日本代表として出場。しかし1回戦でエチオピアのエンダルカチェ・ケベテに「あまりに不可解」な判定により敗退。アマチュア戦績は95戦77勝18敗である。
大学卒業後は地元の体育協会に就職予定だったが内定取り消しにされたため、2006年、帝拳ボクシングジムに入門しプロ転向。オリンピック代表のプロデビューは1988年ソウルオリンピックの東悟、瀬川設男以来18年ぶり20人目となった。

### プロ
2006年8月12日、後楽園ホールにて金然兩（韓国）に3回KO勝ちを収めてプロデビュー戦を白星で飾る。
2006年11月13日、日本武道館にて明在成（韓国）と対戦し、6回TKO勝ち。
2007年2月3日、後楽園ホールにてマナチャイ・シッサイトーン（タイ）と対戦し、初回KO勝ち。
2007年5月3日、有明コロシアムにて半田友章（宇都宮）と対戦し、6回3-0（60-55、60-56、59-55）の判定勝ち。
2007年8月4日、後楽園ホールにて岡田正継（グリーンツダ）と対戦し、7回TKO勝ち。
2007年12月1日、後楽園ホールにて斎藤直人（角海老宝石）と対戦するも、0-1（2者が77-77、76-77）のドロー。
2008年4月19日、後楽園ホールにてアレクサンデル・ブッキー（インドネシア）と対戦し、6回KO勝ち。
2008年8月2日、日本フライ級王者清水智信（金子）が日本王座を保持したままWBC世界フライ級王者内藤大助（宮田）への挑戦を優先させたために設置された、日本フライ級暫定王座決定戦に出場。後楽園ホールにて金城智哉（ワタナベ）と対戦し、2-1（97-95、96-95、95-96）の判定勝ちを収めて王座獲得に成功した。
2008年12月23日、両国国技館にて日本フライ級正規王者清水智信（金子）との王座統一戦を行うも、10回0-3（92-98、2者が93-98）の判定負けとなりプロ初黒星を喫するとともに王座から陥落した。ちなみに同日には、内藤大助（宮田）VS山口真吾（渡嘉敷）の「WBC世界フライ級タイトルマッチ」・大久保雅史（青木）VSジョジョ・バルドン（フィリピン）の「OPBF東洋太平洋フライ級タイトルマッチ」の2試合も同会場で行われ、3大フライ級タイトルマッチという興行となった。
2009年7月4日、後楽園ホールにて再起戦としてOPBF同級15位ユーチ・キャリーボーイ（タイ）と対戦し、6回TKO勝ちを収めて再起に成功した。
2009年11月7日、後楽園ホールにて元IBA（インドネシアボクシング協会）フライ級王者エリック・ディアス・シレガー（インドネシア）と対戦し、5回終了TKO勝ち。
2010年3月6日、後楽園ホールにてアベル・オチョア（メキシコ）と対戦し、6回TKO勝ち。
2010年7月3日、後楽園ホールにてWBC世界フライ級13位としてWBO世界フライ級王者オマール・ナルバエス（アルゼンチン）と対戦経験もあるレクソン・フローレス（フィリピン）と対戦し、初回KO勝ち。
2010年11月6日、後楽園ホールにてアルマンド・サントス（メキシコ）と対戦し、8回3-0（80-73、79-74、78-75）の判定勝ち。
2011年2月5日、後楽園ホールにて清水智信の王座返上により空位となっていた日本フライ級王座を小林タカヤス（川島）と争い、3回TKO勝ちを収めて王座返り咲きに成功した。
2011年6月4日、後楽園ホールにて同級1位の元日本フライ級王者吉田拳畤（ワタナベ）と対戦し、8回3-0の負傷判定（2者が78-77、76-76）勝ちを収めて初防衛に成功した。
2011年11月6日、代々木第二体育館にてWBC世界フライ級王者ポンサクレック・ウォンジョンカム（タイ）への指名挑戦権を懸け同級3位として同級2位のWBC世界フライ級シルバー王者ウィルベルト・ウィカブ（メキシコ）と対戦し、12回3-0（116-111、116-112、114-113）の判定勝ちを収めて指名挑戦権を獲得した。試合後に保持していた日本王座を返上した。
2012年7月16日、ウィングハット春日部でWBC世界フライ級王者ソニー・ボーイ・ハロ（フィリピン）に挑戦し、12回2-1（116-112、115-113、112-116）の判定勝ちを収めて王座の獲得に成功した。試合はテクニックとスピードに優れた五十嵐が試合を支配したものの、ハロのパワーに追い込まれ出血も見られた。試合後にWBC王座と同時にハロが保持していたリングマガジン世界フライ級王座も獲得し、選定基準が整備された2002年以降に同誌が日本人を王者として認定したのは初であった。
2012年11月3日、ゼビオアリーナ仙台にてWBO世界スーパーフライ級王者オマール・ナルバエス（アルゼンチン）の実弟である同級7位ネストール・ナルバエス（アルゼンチン）と対戦。12回戦経験がない挑戦者相手に大苦戦を強いられたが、12回2-0（2者が114-112、113-113）の判定勝ちを収めて初防衛に成功した。尚、この勝利によりオリンピアンとしてプロで世界王者となり防衛を果たした初の日本人世界王者となった（過去のオリンピアンであるロイヤル小林・平仲明信はともに初防衛戦で王座陥落）。
2013年4月8日、両国国技館にてトリプル世界戦のセミファイナルとして登場。アマチュア時代には四戦四勝を収めている、元WBA世界ミニマム級王者で同級6位八重樫東（大橋）と対戦。この試合は五十嵐自らが志願し実現した試合で、帝拳ジム所属選手としては1972年3月に行われた大場政夫 対 花形進以来41年ぶりの日本人同士の世界戦だった。試合は序盤から挑戦者に主導権を握られ4回の公開採点では（37-39、2者が36-40）と完全に八重樫ペースで試合が進んでいき11回には右フックでダウン寸前まで追い込まれ五十嵐も必死に応戦するも終始不利な状況は変わらず判定へ。12回0-3（110-115、109-116、108-117）の最大9点差が付く惨敗を喫し、2度目の防衛に失敗し王座から陥落した。
2013年9月7日、後楽園ホールにてWBO世界フライ級15位のオマール・ソトと再起戦を行い、9回2分32秒KO勝ちで再起に成功した。
2014年9月6日、後楽園ホールにてフィリピン・ライトフライ級4位のレンレン・テソリオと1年振りの復帰戦を行い、9回1分3秒3-0（86-85、87-85、88-86）の負傷判定勝ちを収めた。
2015年2月7日、後楽園ホールにてエフレイン・ペレス（メキシコ）と対戦し、10回20秒3-0（2者が98-94、96-95）の負傷判定勝ちを収めた。
2016年9月17日、WBOは五十嵐をWBO世界フライ級5位にランクインした。
2017年3月18日、WBOは五十嵐をWBO世界フライ級1位にランクインした。
2017年12月31日、大田区総合体育館でWBO世界フライ級王者の木村翔と対戦し、9回2分34秒TKO負けを喫しWBCに続く王座獲得に失敗した。試合後、現役引退を表明した。

### 引退後
引退後はENEOSフロンティアに勤務。

## 戦績
- アマチュアボクシング：88戦 77勝 (16KO・RSC) 11敗
- プロボクシング：29戦 23勝 (12KO) 3敗 3分

| 戦           | 日付           | 勝敗 | 時間     | 内容         | 対戦相手                     | 国籍           | 備考                                                      |
| ------------ | -------------- | ---- | -------- | ------------ | ---------------------------- | -------------- | --------------------------------------------------------- |
| 1            | 2006年8月12日  | ☆    | 3R 1:07  | KO           | 金然雨                       | 韓国           | プロデビュー戦                                            |
| 2            | 2006年11月13日 | ☆    | 6R 0:19  | TKO          | 明在成                       | 韓国           |                                                           |
| 3            | 2007年2月3日   | ☆    | 1R 1:29  | KO           | マナチャイ・シッサイトーン   | タイ           |                                                           |
| 4            | 2007年5月3日   | ☆    | 6R       | 判定 3-0     | 半田友章（宇都宮）           | 日本           |                                                           |
| 5            | 2007年8月4日   | ☆    | 7R 1:20  | TKO          | 岡田正継（グリーンツダ）     | 日本           |                                                           |
| 6            | 2007年12月1日  | △    | 8R       | 判定 0-1     | 斎藤直人（角海老宝石）       | 日本           |                                                           |
| 7            | 2008年4月19日  | ☆    | 6R 1:30  | KO           | アレクサンデル・ブッキー     | インドネシア   |                                                           |
| 8            | 2008年8月2日   | ☆    | 10R      | 判定 2-1     | 金城智哉（ワタナベ）         | 日本           | 日本フライ級暫定王座決定戦                                |
| 9            | 2008年12月23日 | ★    | 10R      | 判定 0-3     | 清水智信（金子）             | 日本           | 日本フライ級王座統一戦 日本暫定陥落                       |
| 10           | 2009年7月4日   | ☆    | 6R 0:15  | TKO          | ユーチ・キャリーボーイ       | タイ           |                                                           |
| 11           | 2009年11月7日  | ☆    | 5R 終了  | TKO          | エリック・ディアス・シレガー | インドネシア   |                                                           |
| 12           | 2010年3月6日   | ☆    | 6R 2:38  | TKO          | アベル・オチョア             | メキシコ       |                                                           |
| 13           | 2010年7月3日   | ☆    | 7R 1:46  | TKO          | レクソン・フローレス         | フィリピン     |                                                           |
| 14           | 2010年11月6日  | ☆    | 8R       | 判定 3-0     | アルマンド・サントス         | メキシコ       |                                                           |
| 15           | 2011年2月5日   | ☆    | 3R 2:07  | TKO          | 小林タカヤス（川島）         | 日本           | 日本フライ級王座決定戦                                    |
| 16           | 2011年6月4日   | ☆    | 8R 1:14  | 負傷判定 2-0 | 吉田拳畤（ワタナベ）         | 日本           | 日本防衛1                                                 |
| 17           | 2011年11月6日  | ☆    | 12R      | 判定 3-0     | ウィルベルト・ウイカブ       | メキシコ       | WBC世界フライ級挑戦者決定戦                               |
| 18           | 2012年7月16日  | ☆    | 12R      | 判定 2-1     | ソニー・ボーイ・ハロ         | フィリピン     | WBC世界フライ級タイトルマッチ WBC・リングマガジン王座獲得 |
| 19           | 2012年11月3日  | ☆    | 12R      | 判定 2-0     | ネストール・ナルバエス       | アルゼンチン   | WBC防衛1                                                  |
| 20           | 2013年4月8日   | ★    | 12R      | 判定 0-3     | 八重樫東（大橋）             | 日本           | WBC陥落                                                   |
| 21           | 2013年9月7日   | ☆    | 9R 2:32  | KO           | オマール・ソト               | メキシコ       |                                                           |
| 22           | 2014年9月6日   | ☆    | 9R 1:03  | 負傷判定 3-0 | レンレン・テソリオ           | フィリピン     |                                                           |
| 23           | 2015年2月7日   | ☆    | 10R 0:20 | 負傷判定 3-0 | エフレイン・ペレス           | メキシコ       |                                                           |
| 24           | 2015年6月6日   | ☆    | 10R      | 判定 3-0     | レネリオ・アリザラ           | フィリピン     |                                                           |
| 25           | 2015年11月25日 | △    | 5R 1:52  | 負傷判定 1-0 | ジョナサン・フランシスコ     | フィリピン     |                                                           |
| 26           | 2016年5月7日   | ☆    | 10R      | 判定 3-0     | ジョエル・タドゥラン         | フィリピン     |                                                           |
| 27           | 2016年9月10日  | ☆    | 2R 0:43  | TKO          | デヌア・シスヨー             | タイ           |                                                           |
| 28           | 2017年4月1日   | △    | 3R 0:49  | 負傷         | ミゲール・カルタヘナ         | アメリカ合衆国 |                                                           |
| 29           | 2017年12月31日 | ★    | 9R 2:34  | TKO          | 木村翔（青木）               | 日本           | WBO世界フライ級タイトルマッチ                             |
| テンプレート |                |      |          |              |                              |                |                                                           |

## 獲得タイトル

### アマチュア
- 第55回インターハイ ライトフライ級 優勝
- 第56回国体少年の部 ライトフライ級 優勝
- 第58回国体成年の部 ライトフライ級 優勝
- 第73回全日本選手権 ライトフライ級 優勝
- 第74回全日本選手権 ライトフライ級 優勝

### プロ
- 日本フライ級暫定王座（防衛0）
- 日本フライ級王座（防衛1=返上）
- WBC世界フライ級王座（防衛1）
- リングマガジン世界フライ級王座

## 受賞歴
- プロ・アマチュア年間表彰
  - 2003年度アマチュア部門 敢闘賞
  - 2004年度アマチュア部門 最優秀選手賞
  - 2012年度プロ部門 新鋭賞
- 由利本荘市体育協会特別栄光賞（2001年）[3]
- 由利本荘市市民栄誉賞（2012年）[24]
- 秋田県県民栄誉章（2012年）[25][26]